# Puccinellia jenisseiensis
Puccinellia jenisseiensis är en gräsart som först beskrevs av Roman Julievich Roshevitz, och fick sitt nu gällande namn av Nikolai Nikolaievich Tzvelev. Puccinellia jenisseiensis ingår i släktet saltgrässläktet, och familjen gräs. Inga underarter finns listade i Catalogue of Life.